# 브루스 보치
브루스 더글러스 보치(Bruce Douglas Bochy, 1955년 4월 16일 ~ )는 전 메이저 리그 베이스볼 샌디에이고 파드리스의 포수이자 현재 텍사스 레인저스의 감독 겸 프랑스 야구 국가대표팀의 감독을 맡고 있다. 2007년 시즌을 위하여 자이언츠에 가입하는 데 대비하여 보치는 12개의 시즌을 위한 파드리스의 감독이었다. 그는 자이언츠를 3개의 월드 시리즈 우승으로 이끌었고, 또한 샌디에이고에서 자신의 재직 기간 동안에 파드리스를 하나의 월드 시리즈 출연으로 이끌기도 하였다.
보치는 파드리스의 감독을 지내는 데 단 하나의 그 팀의 전직 선수이다. 파드리스 역사상 그는 1984년 예비 포수로서, 1996년, 1998년, 2005년과 2006년 그들의 감독으로서 5개의 공식 이후의 시즌 출연들에 다 참가하였다. 1998년 그는 14년 만에 파드리스를 그들의 첫 내셔널 리그 우승기로 지도하였으며, 그들은 뉴욕 양키스에게 1998년 월드 시리즈를 패하였다.
그는 자이언츠와 함께 2010년 감독으로서 두번째로 월드 시리즈에 도달하였으며, 이때는 텍사스 레인저스에 우승을 거두어 샌프란시스코로 첫 월드 시리즈 선수권을 가져왔다. 그 일은 1954년 이래 자이언츠 프랜차이즈를 위하여 처음이었다. 보치는 2012년 또한 4개 경기의 휩쓸어짐에서 디트로이트 타이거스에 우승한 자이언츠와 함께 3번째로 월드 시리즈로 돌아왔다. 그는 2014년 4번째로 월드 시리즈에 도달하여 5년의 세월에 자신의 3번째 월드 선수권을 감독하였으며, 이때 7개의 경기들에서 캔자스시티 로열스에 우승을 거둔 자이언츠를 지도하였다.
보치는 월드 시리즈(1998)를 도달하는 데 첫 외국 출신 감독이자, 월드 시리즈(2010)를 우승하는 데 첫 유럽 출신 감독이다. 2013년 7월 23일 그는 1500개의 우승과 함께 21번째 감독이 되었다.

## 어린 시절
보치는 프랑스에서 태어난 8명의 메이저 리그 선수들 중의 하나였으며, 특무 상사인 부친 거스 보치가 당시 거기서 주둔한 미국 육군의 하사관이었다. 자라면서 보치 가족은 파나마 운하 지대, 사우스캐롤라이나주, 버지니아주 북부와 마지막으로 플로리다주 멜번으로 이주하였다.
보치는 자신이 〈새터데이 나이트 라이브〉의 명성 대럴 해먼드의 야구 동료 선수였던 멜번 고등학교를 졸업하였다. 그는 앨라배마주 남부에서 에디 스탠키를 위하여 야구를 하는 위탁을 하는 데 2년 동안 브리버드 커뮤니티 칼리지에서 수학하면서 1975년 주립 선수권을 우승하였으나 1975년 추가 드래프트에서 휴스턴 애스트로스에 의하여 첫 라운드에 드래프트 될 때에 프로로 전향하기로 결정하였다.

## 선수 경력
포수로서 보치는 휴스턴 애스트로스(1978 ~ 80), 뉴욕 메츠(1982)와 샌디에이고 파드리스(1983 ~ 87)와 함께 활약하였다. 802개의 경력 타석에서 그는 26개의 홈런과 .239점을 쳤다. 애스트로스와 함께 그는 처음으로 앨런 애시비를 후원하였다. 보치는 2개의 마이너 리그 선수들을 위하여 1981년 2월 11일 메츠로 이적되었다. 2년 후에 그는 메츠에 의하여 나오게 되고 자유 계약 선수로서 파드리스와 계약을 맺었다. 파드리스와 함께 그는 1983년부터 1986년까지 테리 케네디와 1987년 신인 포수 베니토 산티아고에게 대리 선수였다. 1988년 보치는 자신이 선수 코치를 지내어 53개의 경기들에서 .231점을 타구한 트리플 A 라스베이거스에서 자신의 마지막 시즌 활약을 보냈다.
애스트로스와 함께 보치는 필라델피아 필리스를 상대로 1980년 내셔널 리그 선수권 시리즈의 4번째 경기에서 피트 로즈가 10회의 위에서 진취적 득점을 얻는 데 자신을 칠 때 본루의 뒤에 있었다. 1984년 파드리스가 자신의 첫 내셔널 리그 우승기를 우승할 때 테리 케네디의 대리 선수였고 파드리스가 디트로이트 타이거스에게 5개의 경기들을 패한 그해의 월드 시리즈에서 1개의 경기에 나왔다. 1985년 7월 1일 보치는 애스트로스의 놀런 라이언에 10회의 끝내기 홈런을 쳤으며, 라이언의 경력에서 허용된 단 하나의 끝내기 홈런이다. 9월 11일 이제 신시내티 레즈와 활약한 로즈가 파드리스 투수 에릭 쇼에 자신의 기록을 깨뜨린 4192번째 메이저 리그 타격을 수집할 때 보치는 본루의 뒤에 있었다.

## 감독 경력

### 마이너 리그
선수로서 은퇴한 후, 보치는 자신들의 마이너 리그 시스템에서 감독을 맡는 데 파드리스의 총지배인 잭 매키언에 의하여 기용되었다. 그는 쇼트시즌 클래스 A 스포케인 인디언스를 감독하러 떠나기 전에 클래스 A 리버사이드 레드웨이브를 보조하는 1989년 시즌을 시작하여 그들의 3연속 선수권으로 이끌었다. 1990년 보치는 64 승 78 패의 기록과 끝내면서 래드웨이브의 감독으로서 차지하였다. 1991년 보치는 그들이 하이디저트 매버릭스가 된 캘리포니아주 아델란토로 팀을 따라갔고 그들을 73 승 63 패의 기록과 캘리포니아주 리그 타이틀로 이끌었다. 1992년 보치는 더블 A 위치토 랭글러스의 감독으로 진급되어 팀을 그해에 텍사스주 리그 타이틀로 지도하였다.

### 샌디에이고 파드리스
자신들의 마이너 리그 팀들을 위하여 감독을 지낸지 4년 후에 샌디에이고 파드리스는 보치를 1993년 새 감독 짐 리글먼 아래 3루 코치로 지내는 데 뽑았다. 1994년 시즌 이후 리글먼의 이탈에 이어 파드리스는 1995년 시즌을 위하여 보치를 자신들의 새 감독으로 임명하였다. 39세의 나이로 보치는 내셔널 리그에서 최연소 감독이 되었고 파드리스를 1994년 47 승 70 패에서 자신의 신인해에 70 승 74 패로 향상시키는 데 도움을 주었다.
1996년 자신의 2번째 시즌에 보치는 파드리스를 91 승 71 패로 이끌고 프랜차이즈 역사상 그들의 두번째 내셔널 리그 서부 디비전 타이틀로 이끌어 보치가 "올해의 내셔널 리그 감독" 명예를 얻었다. 1998년 보치는 파드리스를 프랜차이즈 최고의 98 승 64 패의 기록과 팀 역사상 두번째 내셔널 리그 우승기로 이끌었다. 파드레스는 1998년 월드 시리즈에서 뉴욕 양키스에 의하여 4개의 경기들에서 휩쓸어졌다.
월드 시리즈 일후에 파드리스는 극적으로 급료 지불 명부를 깎고 5개의 연속적 패배 시즌들을 겪었다. 2005년과 2006년 보치는 파드리스를 프랜차이즈 역사상 처음으로 연속적 내셔널 리그 서부 타이틀로 이끌었으나 각해의 디비전 시리즈에서 세인트루이스 카디널스에게 패하였다. 2006년 시즌 이후 파드리스의 새 최고 경영자 샌디 올더슨은 더 어린 감독을 가지는 데 오히려 좋아하여, 그는 자이언츠의 총지배인 브라이언 새빈에게 그의 직업 개방을 위하여 보치를 인터뷰하는 데 허락하였다. 보치는 그 시즌 후에 자이언츠를 위하여 파드리스를 떠났다. 그는 정규 시즌 기록 951 승 597 패와 공식 이후의 시즌 기록 8 승 16 패와 함께 자신의 파드리스 경력을 끝냈다. 그는 파드리스 역사상 가장 많은 경기를 감독하였고, 팀과 함께 가장 많은 우승과 패배들을 가졌다. 보치 아래의 12개의 시즌들에서 파드리스는 3개의 우승 시즌들을 가지고, 4개의 내셔널 리그 서부 타이틀과 1개의 내셔널 리그 우승기를 우승하였다.
파드리스와 함께 보치는 또한 메이저 리그 베이스볼 일본 올스타 시리즈에서 2004년과 2006년 메이저 리그 베이스볼 올스타를 감독하기도 하였다.

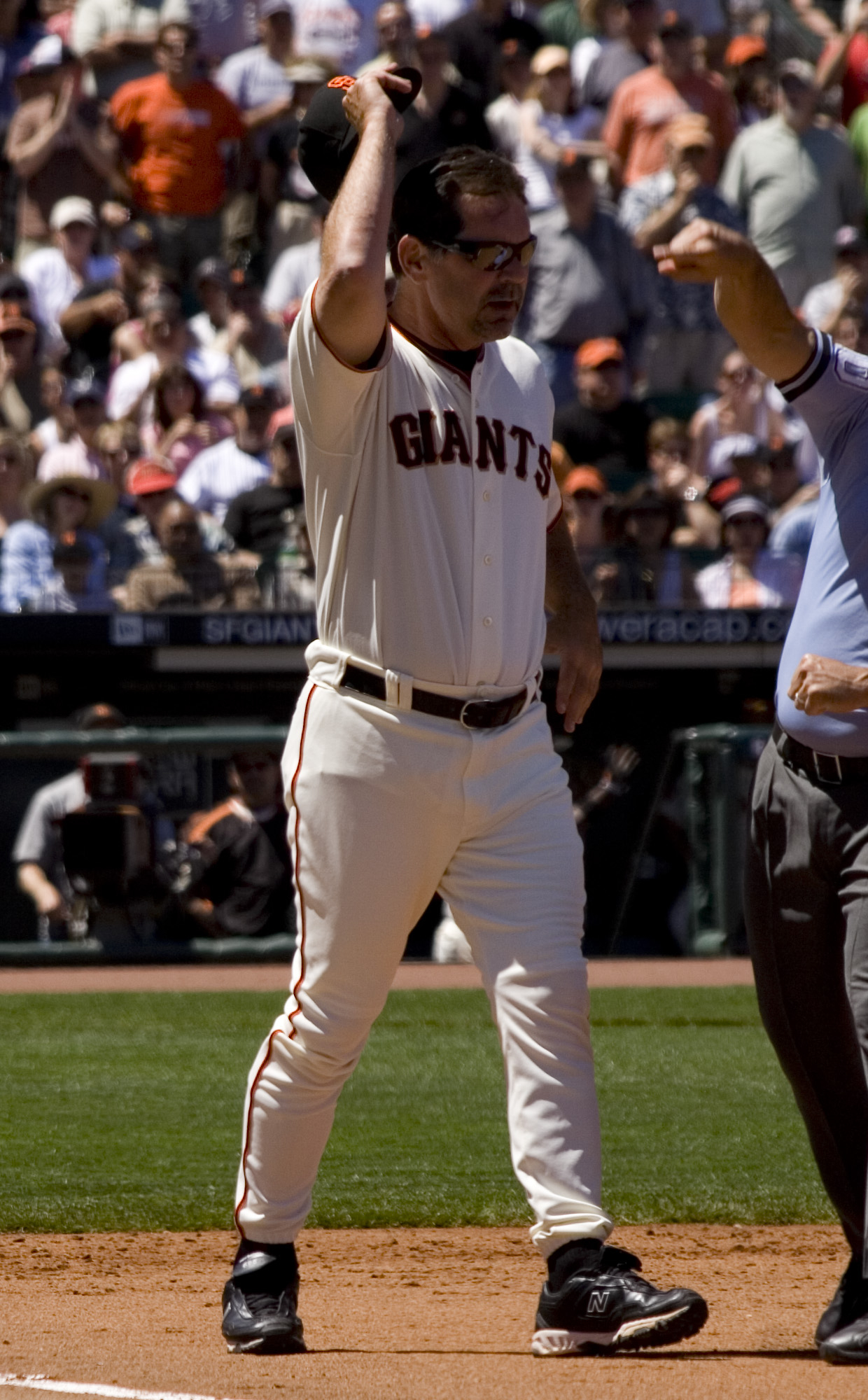
2007년 경기에서 퇴거당하는 보치 감독

### 샌프란시스코 자이언츠
보치는 2006년 10월 27일 펠리페 알루를 대체하고 자이언츠의 새로운 주장이 되는 데 3년 계약으로 맺어졌다. 2007년과 2008년에 90개 이상의 패배들의 2개 시즌 이후에 자이언츠는 2009년 88 승 74 패로 완료하는 데 반향시켜 메이저 리그에서 두번째로 최저의 평균 자책점과 함께 투수 선수들의 뒤에 9월로 향하는 플레이오프 경주에 남아있었다. 시즌 후에 보치는 2012년을 위한 선택과 함께 새로운 2년 계약을 받았다.
2010년 자이언츠는 92 승 70 패로 끝내고 파드리스를 상대로 정규 시즌의 마지막 날에 2003년 이래 자신들의 첫 내셔널 리그 서부 타이틀을 움켜 쥐었다. 공식 이후의 시즌을 통한 패배자들로 보치의 "입지 않고 버림 받은 옷의 한패"가 그해의 내셔널 리그 디비전 시리즈에서 애틀랜타 브레이브스를 꺾고 내셔널 리그 중부 시리즈에서 리그의 지배적 챔피언 필라델피아 필리스를 꺾었다. 자이언츠는 2010년 월드 시리즈에서 5개의 경기들에 텍사스 레인저스를 꺾어 샌프란시스코에 첫 월드 시리즈 선수권과 팀이 뉴욕에 기지를 둔 1954년 이래 자이언츠의 첫 타이틀을 가져왔다. 시즌에 이어 자이언츠는 보치의 2012년 계약 선택을 연습하였다.
2011년 자이언츠는 86 승 76 패로 끝내고 플레이오프들을 놓쳤다. 시즌 후에 자이언츠는 보치의 계약을 2014년을 위한 선택과 함께 2013년을 통하여 연기하였다.
2012년 자이언츠는 3년 만에 파드리스를 상대로 두번째로 내셔널 리그 서부 타이틀을 움켜 쥐어 94 승 68 패의 기록과 함께 끝냈다. 공식 이후의 시즌에서 자이언츠는 저지 예선으로 3개의 연속적 경기들을 우승하기 전에 그해의 내셔널 리그 디비전 시리즈에서 0 대 2로 신시내티 레즈의 뒤로 떨어졌다. 내셔널 리그 중부 시리즈에서 자이언츠는 3개의 경기들에서 세인트루이스 카디널스에게 1개로 뒤에 떨어졌으나 3개의 시즌들에서 자신들의 두번째 내셔널 리그 우승기를 움켜 쥐는 데 3개의 연속적 예선 경기들을 다시 우승하였다. 자이언츠는 4개의 경기들에서 디트로이트 타이거스를 상대로 2012년 월드 시리즈를 휩쓸었다. 시즌 이후에 보치는 그해를 위한 결언은 절대 죽지 않았다고 말하였다.
2013년 시즌 이전에 자이언츠는 2016년으로 통하여 보치의 계약을 늘였다. 보치는 7월 23일 1500개의 우승과 함께 21번째 감독이 되었다. 자이언츠는 76 승 86 패로 시즌을 끝내고 그해의 플레이오프들을 놓쳤다. 그해 시즌 후에 짐 레일런드가 은퇴할 때 보치는 1530개와 우승에서 메이저 리그 베이스볼의 활동적 지도자가 되었다. 2014년 보치는 8월 27일 1600개의 우승들을 도달한 19번째 감독이 되었고, 또한 감독적 우승들에서 내셔널 리그 디비전 사상의 지도자가 되어 그 명예에서 로스앤젤레스 다저스의 감독 토미 라소다를 통과하였다.
88 승 74 패의 기록과 함께 자이언츠는 두번째 만능패의 팀으로서 2014년 시즌을 만들었다. 정규 시즌의 낮은 포인트가 있는 동안에 보치는 자이언츠의 2010년과 2012년 우승으로 참조하면서 자신의 선수들에게 그들이 "우승의 피""를 가졌다고 말하였다. 내셔널 리그 만능패의 경기에서 피츠버그 파이리츠를 꺾은 후, 자이언츠는 가장 우승 후보로 보인 워싱턴 내셔널스를 내셔널 리그 디비전 시리즈에서 3개의 경기들을 하나로 꺾고 5년 만에 자신들의 3번째 내셔널 리그 우승기를 위하여 내셔널 리그 중부 시리즈에서 카디널스를 꺾었다. 보치의 "전사들의 단체"는 완전한 7개의 경기들로 간 시리즈인 2014년 월드 시리즈를 우승하는 데 캔자스시티 로열스를 꺾으러 갔다. 보치는 명예의 전당으로 헌액된 이전의 9명의 선수들과 함께 3개의 선수권을 우승한 메이저 리그 베이스볼 역사상 10번째 감독이 되었다.
2015년 4월 3일 자이언츠는 2019년 시즌을 통하여 보치가 계약 연장을 맺었다고 공고하였다. 6월 10일 보치는 자이언츠의 감독으로서 자신의 700번째 우승을 기록하여 스파키 앤더슨, 토니 라루사와 짐 레일런드에 가입하는 데 2개의 다른 팀들을 위하여 최소한 700개의 경기들에서 우승하는 데 역사상 자신을 4번째로 만들었다. 보치의 아래 자이언츠에 의하여 5번째 무안타 경기를 가진 크리스 헤스턴이 팀을 위하여 무안타를 던진 같은 밤에 중대한 사건이 다가왔다. 9월 27일 보치는 1700개의 우승을 기록한 16번째 감독이 되었다. 자이언츠는 84 승 78 패의 기록과 끝내면서 그해의 플레이오프를 놓쳤다.
2019년 시즌을 끝으로 메이저리그 감독직에서 은퇴하였다. 이후 프랑스 국가대표팀의 감독으로 부임했다.
2022년 10월 21일에 텍사스 레인저스의 감독으로 선임되었다.